# Loflammiopsis brasiliensis
Loflammiopsis brasiliensis är en lavart som beskrevs av Lücking & Kalb 2000. Loflammiopsis brasiliensis ingår i släktet Loflammiopsis och familjen Ectolechiaceae.   Inga underarter finns listade i Catalogue of Life.